# تفجير قندهار 2021
تفجير قندهار 2021 في 15 أكتوبر 2021 وقع تفجير انتحاري في مسجد شيعي أثناء صلاة الجمعة في قندهار جنوبي أفغانستان، مما أسفر عن مقتل ما لا يقل عن 50 وإصابة أكثر من 100. أعلن تنظيم الدولة الإسلامية - ولاية خراسان مسؤوليته عن الهجوم وفقًا لبيان صادر عن الجناح الإعلامي للتنظيم أعماق. جاء ذلك بعد أسبوع من تفجير تبنته الدولة الإسلامية - ولاية خراسان في مسجد في قندز مما أدى إلى مقتل 50 شخصًا على الأقل.

## الانفجار
في 15 أكتوبر 2021 وقع تفجير انتحاري أثناء صلاة الجمعة في مسجد «فاطمية» في ولاية قندهار جنوبي أفغانستان، وهو أكبر مسجد للطائفة الشيعية في مدينة قندهار. ويعدّ التفجير هو التفجير الأول الذي يحدث في هذه المدينة التي تعد معقل حركة طالبان.
ووفقا لشهود عيان، عندما كان المصلين یستعدون لأداء صلاة الجمعة، دخل شخصان المسجد وفتحا النار على الحراس ورد الحراس بإطلاق النار عليهما. وذكر حارس يتولى مهمة حماية المسجد أن «ثلاثة من رفاقه قتلوا بالرصاص فيما كان الانتحاريون يحاولون الدخول». ثم نفّذ أحد الانتحاريين تفجيرا داخل المسجد وفجر الآخر نفسه وسط حشود خارج المبنى الرئيسي.
ويأتي الهجوم بعد أسبوع تماما على هجوم انتحاري استهدف مصلّين شيعة في مدينة قندوز وتبناه تنظيم الدولة الإسلامية.

## الاصابات
أعلن مدير الصحة في قندهار ان «المعلومات الواردة من المستشفيات تشير إلى سقوط 41 قتيلا ونحو 70 جريحا». وبعد ساعات، أفادت وكالة باختر الأفغانية بأن حصيلة ضحايا الهجوم ارتفعت إلى 62 قتيلا، بينما أصيب 68 آخرون على الأقل.

## المسئولية
أعلن تنظيم الدولة الإسلامية- ولاية خراسان مسؤوليته عن الهجوم. وقال في بيان نشره على قنواته في تطبيق تلغرام، «أن انتحاريين نفذا هجومين منفصلين داخل المسجد خلال صلاة الجمعة». وتابع البيان إن الانتحاري الأول فجر سترته الناسفة وسط الجموع في رواق المسجد، بينما فجر الآخر سترته الناسفة في وسط المسجد.

## ردود الفعل
- قال المتحدث باسم المكتب السياسي لطالبان محمد نعيم إن الهجوم على مسجد الشيعة في قندهار مفجع ووراءه أشخاص يتبنون أفكارا متطرفة، مضيفا أن الجناة لن يستطيعوا تحقيق أهدافهم، وأن طالبان «لن تسمح بالتعرض لأي مواطن بسوء ولكل مواطنينا حق ممارسة عبادتهم».
- صرح قائد شرطة قندهار مولوي محمود بأن مسلحين من الطائفة الشيعية هم من أشرفوا على أمن المسجد، لكن من الآن فصاعدا ستتولى طالبان مسؤولية حمايته.
- قال الناطق باسم وزارة الداخلية سعيد خوستي على تويتر «نشعر بالحزن لعلمنا بأن انفجارا وقع في مسجد للإخوان الشيعة في المنطقة الأولى بمدينة قندهار والذي استشهد وأصيب فيه عدد من أبناء وطننا».